# Lin Jianjie
En una onomàstica xinesa Lin es el cognom i Jianjie el prenom.
Lin Jianjie (xinès simplificat: 林见捷). Director i guionista de cinema xinès.

## Biografia
Es va graduar a la Universitat de Ciència i Tecnologia de Huazhong amb especialització en bioinformàtica i tecnologia El 2012, va anar a la Tisch School of the Arts de la Universitat de Nova York per estudiar producció cinematogràfica. També ha estudiat al Torino Film Lab i al Talents Tokyo.

#### Carrera cinematogràfica
En una entrevista, amb relació a la seva entrada al mon del cinema va manifestar: "La primera part de la meva vida té poc a veure amb el cinema. Els meus estudis per convertir-me en biòleg anaven bé fins que em van oferir l'oportunitat de cursar un màster en una de les millors universitats de la Xina. Vaig tenir una crisi existencial primerenca i vaig començar a qüestionar el meu compromís a llarg termini. Així que vaig escriure una breu llista de coses noves que volia explorar, i fer cinema va ser el més boig i més allunyat del que feia. Bé, per què no?"  Alguns crítics, pel fet de passar de la ciència al cinema, l'han comparat amb el guionista i productor estatunidenc Michael Crichton. o també que hi ha alguna cosa innegablement hitchcockiana en el seu primer llargmetratge.
Durant la seva estada a NovaYork va rodar dos curtmetratges, "A visit " (2016), que es va projectar en nombrosos festivals internacionals i es va distribuir al Japó. i "GU "  (2017) presentat al festival al British Foyle Film Festival, així com el Festival  cinema internacional de Pingyao.

##### Brief History of a Family
El 2024 va estrenar a la secció World Cinema Dramatic Competition del Festival de Cinema de Sundance, el seu primer llargmetratge, " 家庭简史 " (Brief History of a Family).  Pel·lícula protagonitzada pels actors  Zu Feng, Sun Xilun i Lin Muran i l'actriu Guo Keyu, i produïda per Lou Ying, Zheng Yue i Wang Yiwen i amb música de Toke Brorson Odin . El seleccionador del Festival de Sundance va assenyalar que la pel·lícula aporta un estil distintiu i captivador, i captura de manera única la psicologia i la identitat social dels personatges, com una nova veu encantadora que representa les pel·lícules en xinès a l'escenari mundial.
La pel·lícula te com a punt de referència a la Xina posterior a la política del fill únic. Els pares de Wei, una família de classe mitjana, segueixen convençuts que l’excel·lència és el camí convenient per al seu fill. Mentrestant, quan coneixen a Yan Shuo, l’enigmàtic nou amic del seu fill, semblen trobar la possibilitat de canviar el seu destí. A partir de la primera trobada, els personatges van construint una dinàmica que gira entorn d’un rocambolesc encreuament de necessitats. Els secrets comencen a descobrir-se fins donar lloc a una exposició creixent de les febleses de la família.
A partir de la formació científica del director, el film incorpora escenes on superposa la visualització microscòpica de les cèl·lules sanguínies que circulen per les venes, amb imatges urbanes com cruïlles d'autopistes on circula el trànsit amb els fars il·luminats, o altres imatges biològiques. En una entrevista, amb relació a aquest tema, Lin va manifestar: " Amb els elements visuals relacionats amb la biologia, pretenc desenvolupar la meva idea inicial per posar els personatges sota escrutini. Vull desdibuixar les línies entre la lent de la càmera i un microscopi, perquè el públic pugui amplificar els personatges i descobrir les seves pròpies veritats sobre aquestes persones enigmàtiques."
Després de Sundance, la pel·lícula ha estat seleccionada en un gran nombre de festivals internacionals com el 74è Festival Internacional de Cinema de Berlín,  71è Festival de Cinema de Sydney,  58è Festival Internacional de Cinema de Karlovy Vary,  Festival Internacional de Cinema de Vancouver , Festival Internacional de Cinema d'Istambul, Semana Internacional de Cinema de Valladolid i al Asian Film Festival Barcelona del 2024. També va  guanyar premis com el de "Millor projecte de director jove" a la 21a Conferència de Capital Risc del Projecte de Cinema del Festival Internacional de Cinema de Shanghai  i millor projecte en producció al 4t Festival Internacional de Cinema de l'illa de Hainan